# Brinches
Brinches es una freguesia portuguesa del municipio de Serpa. Según el censo de 2021, tiene una población de 930 habitantes.